# La Naissance de l'amour
Pour plus de détails, voir Fiche technique et Distribution.
La Naissance de l'amour est un film franco-suisse réalisé par Philippe Garrel, sorti en 1993.

## Synopsis
À Paris, en 1991, plusieurs personnes éprouvent des difficultés à vivre sereinement leurs relations amoureuses respectives.
Marcus est un écrivain qui semble obsédé par son envie d'écrire mais qui montre une fausse assurance. Sa compagne Hélène, peintre restauratrice, le trouve trop égoïste et part travailler à Rome, tout en le quittant pour un autre homme. De son côté, Paul, un comédien, ami de Marcus, est tiraillé entre sa volonté de sauver l'unité de sa famille (au moment où sa femme, Fanchon, donne naissance à leur deuxième enfant) et son envie de vivre des relations adultères, notamment avec Ulrika, une Allemande qui n'est, quant à elle, pas prête à revivre une histoire d'amour.
Marcus et Paul finissent par prendre ensemble la route pour Rome. Marcus y renoue avec Hélène, alors que Paul erre et souhaite rentrer à Paris pour retrouver une jeune admiratrice qui devient sa nouvelle maîtresse.

## Fiche technique
- Réalisation : Philippe Garrel
- Scénario : Philippe Garrel, Muriel Cerf et Marc Cholodenko
- Photographie : Raoul Coutard et André Clément
- Musique : John Cale
- Montage : Sophie Coussein, Yann Dedet, Nathalie Hubert et Alexandra Strauss
- Production : Pascal Caucheteux
- Sociétés de production : Département fédéral de l'intérieur, La Sept Cinéma, Maison des écrivains, Sacem, Televisione Svizzera Italiana, Vega Film, Why Not Productions
- Société de distribution : Pan Européenne Distribution (France)
- Pays d'origine :  France et  Suisse
- Langue originale : français
- Genre : drame
- Format : noir et blanc - 1,66:1 - 35 mm
- Durée : 94 min
- Dates de sortie :
  -  Italie : 1er septembre 1993 (Festival de Venise)
  -  France : 22 septembre 1993

## Distribution
- Lou Castel : Paul
- Jean-Pierre Léaud : Marcus
- Johanna ter Steege : Ulrika, maîtresse de Paul
- Dominique Reymond : Hélène, la femme de Marcus
- Marie-Paule Laval : Fanchon, la femme de Paul
- Aurélia Alcaïs : la jeune femme, admiratrice puis maîtresse de Paul
- Margi Clarke : la femme de Cadix
- Max McCarthy : Pierre, le fils de Paul et Fanchon
- Georges Lavaudant : le metteur en scène
- Michèle Gleizer : une comédienne du Cercle de Craie Caucasien
- Marie-Armelle Deguy : une comédienne du Cercle de Craie Caucasien
- Bernard Ballet : un comédien du Cercle de Craie Caucasien
- Pierre Clarard : une comédien du Cercle de Craie Caucasien
- Antonin Salsmann : une comédien du Cercle de Craie Caucasien
- Bernard Bloch : le douanier
- Pierre Martot : Jean
- Anne Macina : Clara
- Touria Jabrane : une femme arabe
- Laurence Girard : la pharmacienne
- Anne Aor : la sage-femme
- Serge Thiriet : l'amant d'Hélène
- Charlotte Godfroy : la petite Judith, le bébé de Paul et Fanchon

## Production

### Musique
L'enregistrement de la musique s'est fait dans un studio équipé d'un grand écran. Philippe Garrel a demandé à John Cale d'y  apporter un piano et de l'installer devant l'écran afin que le musicien compose directement devant les images du film. Le musicien a souligné l'entente qui l'unissait à Philippe Garrel lors de cet enregistrement : au fur et à mesure de l'avancée du travail, il se sentait « protégé » et « enveloppé dans le film » et il trouvait de plus en plus facile de se rapprocher du désir du réalisateur.

## Influence
Un extrait des dialogues du film (avec la voix de Jean-Pierre Léaud et plus secondairement celle de Lou Castel) a été samplé par le groupe français Troublemakers au début de leur titre Get Misunderstood, sur l'album Doubts & Convictions, sorti en 2001.
Ce dialogue ("Personne ne sait ce qui se passe aujourd'hui parce que personne ne veut qu'il se passe quelque chose....") devenu "culte" est souvent employé dans des montages sonores et radiophoniques, notamment le générique de l'émission quotidienne de France Culture Les Pieds sur Terre.